# Урочище Тригір'я (три дуби черешчаті, 500-550 р.)
Уро́чище Тригі́р'я (три дуби́ чере́шчаті, 500-550 р.) — ботанічна пам'ятка природи місцевого значення в Україні. Об'єкт природно-заповідного фонду Житомирської області. 
Розташований на території Житомирського району Житомирської області, біля північної околиці села Тригір'я. 
Площа 0,1 га. Статус надано згідно з рішенням облвиконкому від 31.03.1964 № 149. Перебуває у віданні ДП «Житомирське ЛГ» (Тригірське л-во, кв. 18, вид. 2). 
Статус надано для збереження трьох вікових дубів, віком бл. 530-560 років. Найстаріше дерево має вік 590 років, його висота 33 м, діаметр 1,85 м. 